# Los Angeles Sparks 2002
La stagione 2002 delle Los Angeles Sparks fu la 6ª nella WNBA per la franchigia.
Le Los Angeles Sparks vinsero la Western Conference con un record di 25-7. Nei play-off vinsero la semifinale di conference con le Seattle Storm (2-0), la finale di conference con le Utah Starzz (2-0), vincendo poi il titolo WNBA battendo nella finale le New York Liberty (2-0).

## Roster
| N° | Naz.                    | Ruolo | Sportivo           | Anno | Alt. | Peso |
| -- | ----------------------- | ----- | ------------------ | ---- | ---- | ---- |
| 00 | Stati Uniti (bandiera)  | A     | Latasha Byears     | 1973 | 180  | 93   |
| 4  | RD del Congo (bandiera) | G     | Mwadi Mabika       | 1976 | 180  | 75   |
| 8  | Stati Uniti (bandiera)  | C     | DeLisha Milton     | 1974 | 185  | 75   |
| 9  | Stati Uniti (bandiera)  | C     | Lisa Leslie        | 1972 | 196  | 77   |
| 10 | Stati Uniti (bandiera)  | G     | Nicky McCrimmon    | 1972 | 173  | 57   |
| 12 | Stati Uniti (bandiera)  | C     | Katryna Gaither    | 1975 | 191  | 77   |
| 13 | Stati Uniti (bandiera)  | G     | Sophia Witherspoon | 1969 | 178  | 66   |
| 14 | Brasile (bandiera)      | A     | Érika              | 1982 | 196  | 86   |
| 17 | Croazia (bandiera)      | A     | Vedrana Grgin      | 1975 | 188  | 73   |
| 21 | Stati Uniti (bandiera)  | G     | Tamecka Dixon      | 1975 | 175  | 67   |
| 41 | Germania (bandiera)     | C     | Marlies Askamp     | 1970 | 196  | 90   |
| 42 | Stati Uniti (bandiera)  | G     | Nikki Teasley      | 1979 | 183  | 75   |
| 44 | Stati Uniti (bandiera)  | A     | Vicki Hall         | 1969 | 185  | 82   |

## Staff tecnico
Allenatore: Michael Cooper

Vice-allenatori: Glenn McDonald, Karleen Thompson